# Steatoda picea
Steatoda picea là một loài nhện trong họ Theridiidae.
Loài này thuộc chi Steatoda. Steatoda picea được Tord Tamerlan Teodor Thorell miêu tả năm 1899.